# Bùi Thiện Ngộ
Bùi Thiện Ngộ (1929 – 2006) - Thượng tướng Công an nhân dân Việt Nam. Ông nguyên là Ủy viên Bộ Chính trị, Bí thư Đảng ủy Công an Trung ương, Bộ trưởng Bộ Nội vụ (Từ năm 1998 được đổi tên thành Bộ Công an) - Huân chương Hồ Chí Minh.

## Thân thế sự nghiệp
• Ông sinh ngày 24 tháng 10 năm 1929, tại Tân Định, Sài Gòn (nay là phường Tân Định, quận 1, Thành phố Hồ Chí Minh).
• Ông tham gia hoạt động Việt Minh trong phong trào Cách mạng tháng 8 năm 1945, được kết nạp Đảng Cộng sản Đông Dương tháng 7 năm 1947. Từ năm 1948, ông công tác trong lực lượng công an tại tỉnh Biên Hòa, sau là tỉnh Thủ Biên, Miền Nam Việt Nam.
• Năm 1954, ông tập kết ra Bắc, công tác tại Ban Thống nhất Trung ương và Bộ Công an, làm cán bộ Vụ Bảo vệ chính trị, sau đó làm giảng viên Trường Công an Trung ương.
• Năm 1965, ông được phân công vào công tác tại Ban An ninh Trung ương Cục miền Nam, làm Phó Văn phòng, sau đó làm Phó Tiểu ban Bảo vệ chính trị của Ban An ninh.
• Sau năm 1975, ông tiếp tục công tác trong lực lượng Công an rồi chuyển sang công tác chính quyền.
• Tháng 11 năm 1976, ông trở lại ngành Công an, giữ chức Phó Cục trưởng Cục Chống gián điệp, Bộ Nội vụ (nay là Bộ Công an). Tháng 7 năm 1979, ông là Giám đốc Công an Đặc khu Vũng Tàu – Côn Đảo, sau đó được bầu làm Phó Chủ tịch Ủy ban nhân dân Đặc khu.
• Tháng 1 năm 1984, ông chuyển công tác về Bộ Nội vụ và đến tháng 11 năm 1985, làm Phó Tổng cục trưởng Tổng cục An ninh Nhân dân.
• Năm 1986, ông được bầu vào Ban Chấp hành Trung ương Đảng Cộng sản Việt Nam khóa VI, được cử làm Phó Bí thư Đảng ủy Công an Trung ương, Thứ trưởng, rồi Thứ trưởng Thường trực Bộ Nội vụ. Tháng 1 năm 1989, ông được phong cấp Trung tướng.
• Năm 1991, ông được bầu là Ủy viên Bộ Chính trị (khóa VII) và được cử giữ chức Bộ trưởng Nội vụ thay ông Mai Chí Thọ. Ông giữ chức vụ này đến năm 1996. Trong thời gian này, ông còn là đại biểu Quốc hội khóa IX, và là Ủy viên Ủy ban Quốc phòng và An ninh của Quốc hội.
• Tháng 12 năm 1992, ông được phong cấp Thượng tướng.
• Bùi Thiện Ngộ qua đời khi đang điều trị tại Bệnh viện Chợ Rẫy, Thành phố Hồ Chí Minh vào lúc 3 giờ 55 phút sáng, ngày 1 tháng 7 năm 2006 (tức 7 tháng 6 năm Bính Tuất), ông được an táng tại Nghĩa trang Thành phố Hồ Chí Minh (quê hương Bùi Thiện Ngộ).

## Tặng thưởng

### Quân hàm
| Năm thụ phong | 1985        | 1989        | 1992         |
| ------------- | ----------- | ----------- | ------------ |
| Cấp hiệu      |             |             |              |
| Tên cấp hiệu  | Thiếu tướng | Trung tướng | Thượng tướng |

### Phần thưởng cao quý
- Tháng 4 năm 2006, ông được trao tặng Huân chương Hồ Chí Minh

••• và nhiều huân huy chương cao quý khác.
- Tên của ông được đặt cho một tuyến phố nằm trong khu đô thị Việt Hưng thuộc quận Long Biên, thành phố Hà Nội và đường châu thổ trên cao tại Khu đô thị mới Thủ Thiêm, Thành phố Hồ Chí Minh. Tại Vũng Tàu, tên của ông được đặt mới cho đoạn đường Bình Giã tại Phường 10 từ năm 2022.